# Alfredo Bruchi
Alfredo Bruchi (Grosseto, 10 febbraio 1873 – Siena, 4 marzo 1956) è stato un dirigente d'azienda e politico italiano.

## Biografia
Figlio di Valentino Bruchi, noto avvocato con studi a Siena e Grosseto, discendente di una famiglia di proprietari terrieri della Maremma, e di Egle Landi, patrizia senese, si laurea nel 1895 e tre anni dopo inizia a sua volta ad esercitare la professione forense a Siena. Di idee liberali, fin da giovane segue la vita politica. Nel 1899 è consigliere comunale per il raggruppamento monarchico-liberale e nel 1913 propone la propria candidatura per la Camera del Regno all'Unione liberale monarchica Umberto I. Scartato in favore di un deputato già eletto in precedenza si presenta come indipendente, appoggiato dall'aristocrazia, dal clero di campagna e dal prefetto, ma viene sconfitto al ballottaggio dal candidato socialista. La campagna elettorale si svolge in un clima di forte contrasto tra le due fazioni liberali, col Bruchi accusato di malagestione delle finanze comunali, al punto da mettere in crisi l'amministrazione. Non ricandidato alle successive elezioni amministrative il nuovo consiglio comunale lo nomina nel 1916 proprio rappresentante nel consiglio di amministrazione del Monte dei Paschi di Siena, dove mette a frutto le sue grandi doti di organizzatore e amministratore.
Nominato provveditore fin dal 1917 Bruchi guida l'istituto in una fase di grande crescita economica, al punto da annoverarlo tra le più potenti banche italiane e farlo inserire tra gli istituti di credito di diritto pubblico nazionali. La crescita è tale che nel 1936, cumulata nel frattempo la carica di presidente, predispone una modifica dello statuto che raggruppa in una sola persona provveditore e presidente e riduce il potere di controllo del comune di Siena sull'istituto. La possibile eliminazione dei rappresentanti di Siena dopo 350 anni porta ad un'azione di contrasto guidata dal podestà Fabio Bargagli Petrucci che raggiunge il suo scopo due anni dopo con un decreto legislativo che mantiene la rappresentanza comunale e la divisione delle due cariche di vertice. Per conseguenza si apre una crisi al vertice della banca che porta alle sue dimissioni da provveditore, rimanendo presidente fino al 1944.
Iscritto al Partito Nazionale Fascista dal 1924 viene nominato deputato nelle elezioni plebiscitarie del 1929 e 1934 e consigliere nazionale di nomina regia nel 1939. Nel 1943 viene nominato senatore a vita, confermato nella carica dall'Alta Corte di Giustizia per le Sanzioni contro il Fascismo.
Bibliofilo appassionato, nella sua vita ha formato una vasta ed importante raccolta di opere sulla storia risorgimentale e la poesia italiana, oggi conservata nella Biblioteca comunale di Siena.